# Mučedníci v Kartágu
Mučedníci v Kartágu byla skupina 46 křesťanů, kteří byli zřejmě roku 250 mučeni, uvězněni mezi hady a škorpióny a nakonec zabiti v období pronásledování křesťanů římským císařem Deciem. Je z nich známo jen šest jmen:
- sv. Africanus
- sv. Alexandr
- sv. Maxim
- sv. Pompeius
- sv. Terentius
- sv. Theodor

Jejich svátek se slaví 10. dubna.